# Austin Spurs 2018-2019
La stagione 2018-19 degli Austin Spurs fu la 18ª nella NBA D-League per la franchigia.
Gli Austin Spurs arrivarono terzi nella Southwest Division con un record di 20-30, non qualificandosi per i play-off.

## Roster
| N° | Naz.                   | Ruolo | Sportivo          | Anno | Alt. | Peso |
| -- | ---------------------- | ----- | ----------------- | ---- | ---- | ---- |
| 1  | Stati Uniti (bandiera) | G     | Lonnie Walker     | 1998 | 196  | 93   |
| 2  | Stati Uniti (bandiera) | A     | Maverick Rowan    | 1996 | 201  | 100  |
| 6  | Stati Uniti (bandiera) | A     | Jeff Coby         | 1994 | 203  | 101  |
| 7  | Nigeria (bandiera)     | A     | Chimezie Metu     | 1997 | 211  | 102  |
| 8  | Stati Uniti (bandiera) | G     | Jeff Ledbetter    | 1988 | 191  | 88   |
| 10 | Stati Uniti (bandiera) | G     | Travis Trice      | 1993 | 188  | 80   |
| 11 | Porto Rico (bandiera)  | G     | John Holland      | 1988 | 196  | 93   |
| 12 | Stati Uniti (bandiera) | G     | Travis Bader      | 1991 | 196  | 86   |
| 12 | Stati Uniti (bandiera) | G     | Connor Burchfield | 1995 | 193  | 80   |
| 13 | Stati Uniti (bandiera) | G     | Devon Bookert     | 1993 | 191  | 88   |
| 13 | Stati Uniti (bandiera) | G     | Nick Johnson      | 1992 | 191  | 91   |
| 14 | Stati Uniti (bandiera) | A     | Drew Eubanks      | 1997 | 208  | 109  |
| 15 | Stati Uniti (bandiera) | A     | Jaron Blossomgame | 1993 | 201  | 100  |
| 15 | Stati Uniti (bandiera) | G     | Demetri McCamey   | 1989 | 191  | 93   |
| 18 | Stati Uniti (bandiera) | GA    | Jordan Green      | 1993 | 196  | 87   |
| 25 | Stati Uniti (bandiera) | A     | Julian Washburn   | 1991 | 203  | 100  |
| 26 | Stati Uniti (bandiera) | A     | Ben Moore         | 1988 | 203  | 91   |
| 27 | Stati Uniti (bandiera) | G     | Cameron Rundles   | 1988 | 188  | 82   |
| 32 | Stati Uniti (bandiera) | G     | Corey Henderson   | 1995 | 193  | 77   |
| 34 | Stati Uniti (bandiera) | A     | Josh Huestis      | 1991 | 201  | 104  |
| 37 | Ghana (bandiera)       | C     | Amida Brimah      | 1989 | 208  | 93   |
| 45 | Stati Uniti (bandiera) | A     | DeJuan Blair      | 1989 | 203  | 122  |

## Staff tecnico
- Allenatore: Blake Ahearn
- Vice-allenatori: Petar Božić,  Mitch Johnson, James Singleton, Billy Donovan III
- Preparatore atletico: Collin DeBarbrie